# پدروی یکم، پادشاه پرتغال
پدرو اول پرتغال (به پرتغالی: Pedro I) معروف به Peter The Just یا The Cruel هشتمین پادشاه پرتغال ( ۱۳۵۷ – ۱۳۶۷) از دودمان بورگوندی